# CNH Global
CNH Global N.V. – były producent maszyn rolniczych i budowlanych, powstały 12 listopada 1999 r., w wyniku połączenia New Holland N.V. i Case Corporation. 29 września 2013 roku nastąpiła fuzja CNH Global N.V. i Fiat Industrial S.p.A w nowo powstałą spółkę CNH Industrial N.V.
Według stanu na 31 grudnia 2012 r. CNH produkowała swoje wyroby w 37 zakładach na całym świecie i rozprowadza je w około 170 krajach za pośrednictwem 11 500 dilerów i dystrybutorów oferujących pełny asortyment produktów.

## Marki

### Marki rolnicze

#### Case IH
Case IH ma za sobą 160 lat dziedzictwa i doświadczeń w rolnictwie. Oferta firmy obejmuje: ciągniki, kombajny i inne maszyny do zbioru, sprzęt do przerobu siana i paszy, sprzęt do uprawy gleby, sadzenia i siewu, opryskiwacze i rozsiewacze nawozów oraz sprzęt do rolnictwa precyzyjnego. Najbardziej znane modele firmy Case IH to kombajny Axial-Flow, ciągniki Magnum, Steiger i Farmall.

#### New Holland
Firma New Holland, założona w roku 1895, jest producentem pełnego asortymentu maszyn rolniczych. Sprzęt rolniczy wytwarzany przez New Holland obejmuje ciągniki, kombajny żniwne, prasy zwijające, sprzęt do siana, wyposażenie do pielęgnacji trawników, nawierzchni ziemnych i murawy, a także maszyny do zbioru winogron. Ostatnio New Holland zaprezentował napędzany wodorem ciągnik NH2, którego energię rolnicy mogą uzupełniać ze źródeł odnawialnych.

#### Steyr
Steyr jest austriacką marką sprzętu rolniczego, mającą ponad 60 lat. Firma specjalizuje się w ciągnikach dla rolnictwa, leśnictwa i sektora komunalnego.

### Marki budowlane

#### Case
Case Construction Equipment, marka o ponad 160-letniej tradycji, oferuje pełną gamę sprzętu budowlanego na całym świecie, która obejmuje ładowarki podsiębierne, ciężarówki przegubowe, koparki gąsienicowe i kołowe, ładowacze teleskopowe, równiarki, ładowarki kołowe, walce wibracyjne, spycharki gąsienicowe, ładowarki ze sterowaniem burtowym, kompaktowe ładowarki gąsienicowe, ładowarki ciągnikowe i terenowe wózki widłowe. W, 2007 r. minęła 50. rocznica wprowadzenia na rynek pierwszej fabrycznie zintegrowanej koparko-ładowarki ciągnikowej.

#### New Holland Construction
Firma New Holland Construction jest ogólnoświatowym producentem pełnej gamy wyrobów, obejmującej koparki gąsienicowe i kołowe, ładowarki kołowe, koparko-ładowarki, spycharki, ładowacze teleskopowe, mini ładowarki kołowe, kompaktowe ładowarki gąsienicowe oraz małe i średnie koparki i równiarki.

### Usługi finansowe
CNH oferowała usługi finansowe pod marką CNH Capital.

### Części i usługi serwisowe
Marki CNH (obecnie CNH Industrial) oferują swym klientom części zamienne, serwis oraz usługi posprzedażne zarówno w siedzibach dilerów, jak i w terenie. Oferta części obejmuje pozycje z bieżącej produkcji oraz dla maszyn wyprodukowanych do 20 lat wstecz.
Dystrybucja części odbywa się poprzez magazyny części znajdujące się na pięciu kontynentach.

## Obecność CNH na rynkach rozwijających się
W celu intensyfikacji działań marek CNH w krajach o dużym potencjale wzrostu, w 2007 r. założono spółkę CNH International, której zadaniem jest produkcja, sprzedaż i dystrybucja i obsługa posprzedażna sprzętu rolniczego i budowlanego w ponad 120 krajach Afryki, Bliskiego Wschodu, Wspólnoty Niepodległych Państw, Azji i Oceanii, wraz z Australią, w Chinach i Indiach.
CNH International, z główną siedzibą w Szwajcarii, dysponuje na swoim obszarze działania punktami handlowymi, zakładami produkcyjnymi, magazynami części i siecią dilerów. Punkty handlowe prowadzą działalność marketingową, finansową, szkoleniową i świadczą usługi posprzedażne na rzecz przedsiębiorstw rolniczych i budowlanych. Punkty handlowe znajdują się w Stambule (Turcja), Moskwie (Rosja), Kijowie (Ukraina), Taszkencie (Uzbekistan), New Delhi (Indie), Szanghaju (Chiny) i Sydney (Australia); przedstawicielstwa w Johannesburgu (RPA) i Bangkoku (Tajlandia).
W 2001 roku zawiązano z Shanghai Tractor and Internal Combustion Engine Corporation (spółka zależna od Shanghai Automotive Industry Corporation) spółkę join venture Shanghai New Holland Agricultural Machinery Corp. Ltd w celu produkcji, dystrybucji i eksportu ciągników rolniczych do 100 KM.
29 lipca 2014 roku został uruchomiony przez CNH Industrial nowy kompleks fabryk wybudowany w Harbin w pobliżu swojej poprzedniej montowni w prowincji Heilongjiang w Chinach.